# Henryk Szcześniewski
Henryk Jerzy Szcześniewski ps. Żuraw (ur. w 1910 w Terebińcu, zm. 4 września 2002) – polski nauczyciel i działacz harcerski, żołnierz Wojska Polskiego, członek ruchu oporu podczas II wojny światowej, więzień obozów koncentracyjnych.

## Życiorys
W latach międzywojennych pracował jako nauczyciel w szkołach na Zamojszczyźnie. Ukończył Szkołę Podchorążych Rezerwy nr 7 w Śremie, a następnie służył w 8. Pułku Piechoty Legionów w Lublinie, gdzie m.in. kierował dywizyjnym archiwum oraz biblioteką. W latach 1935–1397 był organizatorem i drużynowym Drużyny Harcerskiej im. Tadeusza Kościuszki w Krynicach. W 1937 roku uzyskał stopień harcmistrza. Był członkiem Kręgu Rady Instruktorów Zuchowych Komendy Chorągwi Lubelskiej ZHP (1936-1939) oraz komendantem Hufca Zamość (1937-1938). W 1938 roku założył szkołę rzemieślnicza dla najuboższych.
Zmobilizowany w sierpniu 1939 roku, podczas kampanii wrześniowej walczył w szeregach 9. Pułku Piechoty Legionów jako dowódca kompanii. Po kapitulacji, w październiku 1939 roku poznał płk. Adama Remigiusza Grocholskiego ps. "Brochwicz" i przystąpił do organizowanej przez niego organizacji konspiracyjnej "Brochwicz", która wkrótce została podporządkowane Związkowi Walki Zbrojnej. Sam Szcześniewski utworzył organizację "Chorągiew Lechitów", w szeregi której wstąpiło wielu przedwojennych harcerzy. Organizacja zajmowała się m.in. wywiadem, szkoleniem oraz organizacją tajnego nauczania.
W 1942 roku "Chorągiew" została włączona do Szarych Szeregów, a Henryk Szcześniewski w stopniu podporucznika objął funkcję szefa łączności Oddziału V Łącznościowego "Wachlarza". W dniu 1 grudnia 1942 roku został w Warszawie aresztowany przez Niemców. Był więziony w Alei Szucha oraz na Pawiaku, w styczniu 1943 roku trafił do obozu koncentracyjnego na Majdanku (nr obozowy 3948). W obozie pracował m.in. w kuchni i stolarni, działając w obozowym ruchu oporu. Obmyślił szereg sposobów ukrywania i przekazania raportów (grypsów) z obozu m.in. w cementowych figurkach oraz szydłach. Wykonywał również woskowe sztance kartek pocztowych, przekazywanych rodzinom więźniów. Za swą działalność, w 1943 roku został odznaczony Orderem Virtuti Militari. Po ewakuacji Majdanka w 1944 roku trafił kolejno do obozów: Groß-Rosen, Nordhausen, Dora i Osterrode. W kwietniu 1945 roku, w pobliżu Meinersen kolumnę, w której maszerował, wyzwoliły oddziały amerykańskie.
Po II wojnie pozostał na zachodzie Europy, nadzorując polskie szkoły w Niemczech i Francji. W alzackim Urbes założył prywatny ośrodek szkolenia kadry harcerskiej "Żeremie Żurawiowe". Zmarł we Francji.
W 2014 roku Państwowy Instytut Wydawniczy wydal pisane przez Henryka Szcześniewskiego raporty z lat 1943-1944 w publikacji pt. "Tajemnice szydła. Grypsy z Majdanka 1943-1944".